# 西门子公司
西门子股份公司（德語：SIEMENS AG，德語發音：[ˈziːmɛns]）為德國的一家跨國企業，其電子與電機產品是全球業界先驅，並活躍於能源、醫療、工業、基礎建設及城市業務等領域。西門子於1847年由维尔纳·冯·西门子建立，总部位于德國慕尼黑和柏林，於法兰克福证券交易所和纽约证券交易所掛牌上市。此外，西門子也是美国《财富》杂志2017年500大企業第66名，目前在全球擁有385,000名員工，公司業務遍佈190個國家。

## 历史

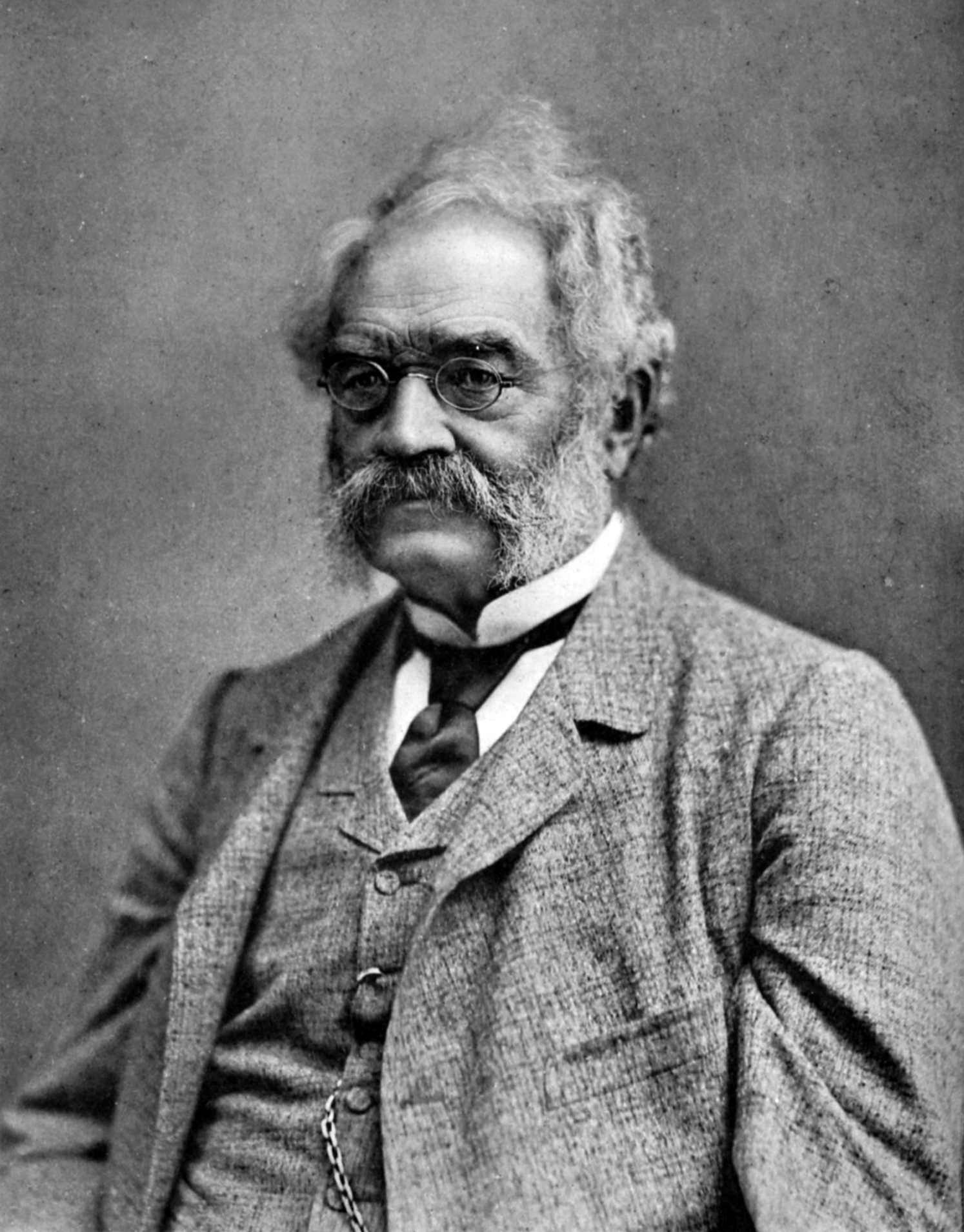
西門子公司創辦人維爾納·馮·西門子先生

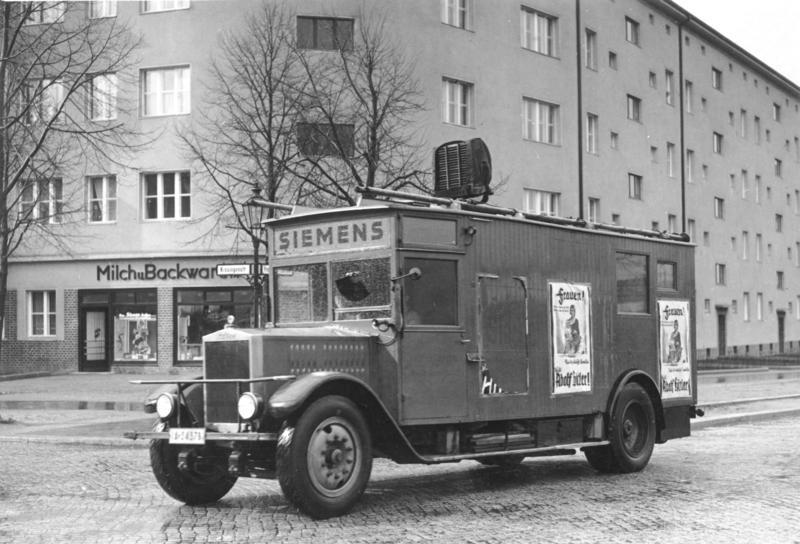
1932年希特勒參與選舉的宣傳車

1847年10月12日，维尔纳·冯·西门子在其发明的使用指针来指出字母顺序而不是摩尔斯电码的电报技术基础上建立了公司。公司随后被称为Telegraphen-Bauanstalt von Siemens & Halske。
1848年，公司建造了欧洲第一条远距离电报线，从柏林到法兰克福跨度为500公里。
1850年，创始人的弟弟，卡爾·威廉·西門子在伦敦设立代表处。
十九世纪五十年代，公司参与了俄罗斯远距离电报网络的建设工作。
1855年，创始人的另一个弟弟卡爾·海因里希·馮·西門子在圣彼得堡建立了一个新的分支机构。
1867年西門子完成了據里程碑意義的歐洲-印度电报線路（從加爾各答到倫敦）。
1881年西門子的交流電發電機被結合應用於英國高達明小鎮的水力磨坊並成功啟用世界上第一座電力路燈照明。
公司不断地成长并开始涉足电气列车和灯泡。1890年，创始人退休，把公司留给了他的弟弟卡爾·海因里希和兩個儿子阿诺德·西門子（Arnold von Siemens）以及喬治·威廉·西門子（Georg Wilhelm von Siemens）。1897年，西门子和哈尔斯克（Halske）联合成立了公司S&H。
1919年，S&H和其它两家公司共同成立了欧司朗灯泡公司。
1923年，成立了日本分公司。

### 第二次世界大战

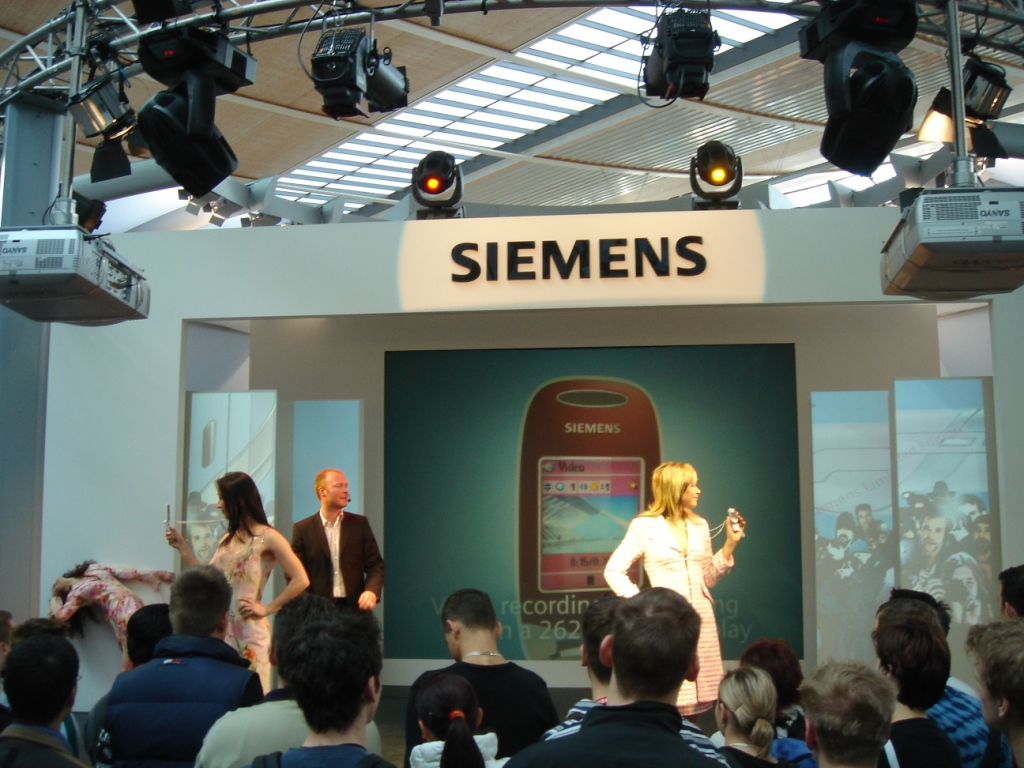
漢諾威CeBIT展会上的西门子

西门子于1872年洋务运动时期进入中国市场，提供了中国最早的直流电机和电报设备。
在二十世纪二十年代至三十年代之间，S&H开始生产收音机、电视机和电子显微镜。在第二次世界大战之前，S&H被卷入了德国的秘密战备。
于1847年成立的西门子公司自然也难以免俗。在希特勒上台前，西门子据说就曾秘密资助纳粹党。有分析认为，克虏伯公司、法本公司（化学和制药公司）和西门子公司一道，通过资助纳粹党，破坏了脆弱的魏玛共和国。希特勒上台后，特别是战争期间，西门子的规模迅速扩大，兴建起更多工厂，并参与了德国经济的“纳粹化”。西门子的高级管理层在多种场合称赞过纳粹主义，西门子董事会副主席弗里德里希·卢尚更是铁杆纳粹分子，1945年希特勒自杀后，他也跟着自杀了。
納粹執政後，受局势影响，从1938年起，西门子在公司内部实施“种族政策”，将犹太工人同德国工人隔离开来。之后，由于战争爆发，劳动力匮乏使西门子领导层颇为头疼，于是他们将目光投向集中营。资料显示，法本公司是第一家在奥斯威辛集中营内设立工厂的德国公司，到20世纪40年代，西门子也逐渐在一些惡名昭彰的集中营及周边地区建造工厂。不少集中营工人上午为西门子公司生产电气设备，下午就在公司建造的毒气室里被毒死。据统计，到1944年，西门子的20多万雇员中，超过15万是集中营在押犯人。二战期间，根据1939年《与敌贸易法案》，西门子英国分公司被迫关闭。二战结束后，西门子公司在战时的行为受到追究，一些西门子董事会成员有的自杀，有的被苏联红军押走。
在1937年至1938年间（日军对南京城进行南京大屠杀），德国西门子公司驻中国公司员工约翰·拉贝以外国人（德日当时有同盟关系）的特权身分，在中国南京建立南京战时安全区保护了约25萬中国平民，不过当时拉贝的行为纯属个人行为，不代表西门子公司。

### 战后
在二十世纪五十年代，S&H开始生产计算机、半导体设备、洗衣机和心脏起搏器。至今，西门子已经在核电，燃气轮机，高速铁路，水电，输配电，磁悬浮，钢铁和信息领域成为重要的设备供应商。
1966年，西门子股份公司（Siemens AG）成立。
1967年，西门子股份公司和罗伯特·博世有限公司成立主要生产白色家电的合资企业博西家用电器公司（BSH），后成为德国和西欧家电市场的领导者。
1970年，西门子股份公司在台灣與友信醫療集團簽署合作經銷協議。
1980年，公司的第一台数字电话交换机下线。
1988年，西门子和通用电气收购英国防务和技术公司Plessey。因为Plessey公司的持有人分裂，因此西门子接收了其航空电子、雷达和交通控制部分，并更名为Siemens Plessey。
1990年，西门子收购了陷入困境的利多富電腦公司（Nixdorf）并更名为西门子利多富信息系统股份公司（Siemens Nixdorf Informations System AG）。这家公司在Gerhar Schumeyer的领导下已经开始盈利。
1997年，西门子推出了第一款彩屏GSM便携式电话。同样在1997年，西门子同英国宇航公司（British Aerospace）和DASA达成协议向他们提供Siemens Plessey生产的防务装备。英国宇航公司和DASA分别负责英国和德国的军事装备的采购。
1999年，西门子的半导体业务分离出来，成立了一家新的公司英飞凌科技公司。同年，西门子利多富信息系统股分公司成为了富士通-西門子電腦公司的一部分。
2004年，西门子移动向市场推出65系列移动电话，良好的用户界面，人性化的操作，实用的功能设计使65系列手机广泛受到欢迎，但由于软件问题使得西门子手机不得不招回，并在一年后的收购埋下了伏笔。
2005年10月，台灣消費性電子大廠明基集團(品牌BenQ)購併西門子手機部門，成立明基西門子公司， 一年後的2006年9月明基單方面宣告以失敗收場。
2006年10月30日，西门子公司在北京宣布成立西门子中国研究院。
2007年西门子卷入一场金额巨大的贿赂案，远超4.26亿欧元，导致當時首席执行官Klaus Kleinfeld辞职。
2011年9月，西門子為了配合政府對於福島第一核電廠事故所做出的能源政策因應，而停止德國已興建的17座核電廠，並同時宣布退出核能發電事業，全力投入再生能源的發展。執行長 Peter Löscher也公開支持德國政府預計在2020年再生能源發展佔總發電量35%為目標的能量過渡計劃，同時公司的能源重點也放在再生能源的發展上。
2014年9月21日，西門子公司同意以76億美元現金，收購美國壓縮機和渦輪製造商Dresser-Rand，擊退其他有意競購的對手，凸顯其欲拓展美國油氣生產設備市場的企圖心。
2016年11月14日，西門子公司同意以每股37.25美元現金價格、總價約45億美元，收購IC設計自動化(EDA)與電路板/電子系統設計軟體供應商明導國際(Mentor Graphics)
2017年9月26日，西门子公司与昔日对手阿爾斯通合并组建新公司「Siemens Alstom」（西門子阿爾斯通）西門子將持有50.6%股份，以回应中国中车在全球轨道交通设备市场扩张的挑战。
2018年3月17日，西门子公司旗下西門子醫療成功在法蘭克福證券交易所上市，此次IPO以每股28歐元發行1.5億股股票，佔該公司普通股大約15%的比例，集資42億歐元（52億美元）
2018年9月26日宣布德國本土裁員2900多人，分數年完成，新聞稿表示大于100MW的燃气轮机仅出售122台，较上一财年的181台下滑32.6%，歐洲經濟未來展望看淡。
2019年2月6日歐盟委員會否決西門子公司和法國阿爾斯通公司合併鐵路業務的計劃，理由是這一合併會構成壟斷、不利於市場競爭。
2019年5月7日，西门子公司分拆旗下石油及天然氣、常規發電，電力傳輸，以及相關服務業務的天然氣和電力部門，將成立為一家獨立公司。
2019年8月8日，西門子醫療以每股4.28美元現金，斥資10億歐元（約11億美元）收購美國手術機器人製造公司Corindus Vascular Robotics。
2020 年 1 月，西门子签署了一项协议，以 2.67 亿欧元（210 亿卢比）的价格收购印度开关设备制造商 C&S Electric 99% 的股权。此次收购于 2020 年 8 月获得印度竞争委员会的批准。。
2020 年 4 月，西门子收购了印度建筑解决方案提供商 iMitrex Technologies 77% 的多数股权，收购金额未公开。
2020 年 4 月，西门子能源（Siemens Energy）作为独立于西门子的Siemens Energy AG成立。
2020 年 8 月，Siemens Healthineers AG 宣布计划以 164 亿美元的全股票交易收购美国癌症设备和软件公司 Varian Medical Systems。交易于2021年4月15日完成。
2023年7月1日，西門子將大型传动应用事业部、西门子数字化工业集团以及獨立運營的Sykatec公司和Weiss Spindeltechnologie公司的相關業務拆分重組，成立茵夢達（Innomotics），整合了低壓至高壓電機、減速電機、中壓變頻器和電主軸等業務。2024年5月西門子将茵夢達出售给私募股權公司KPS Capital Partners

## 企業部門

南京挹淮路西门子分廠
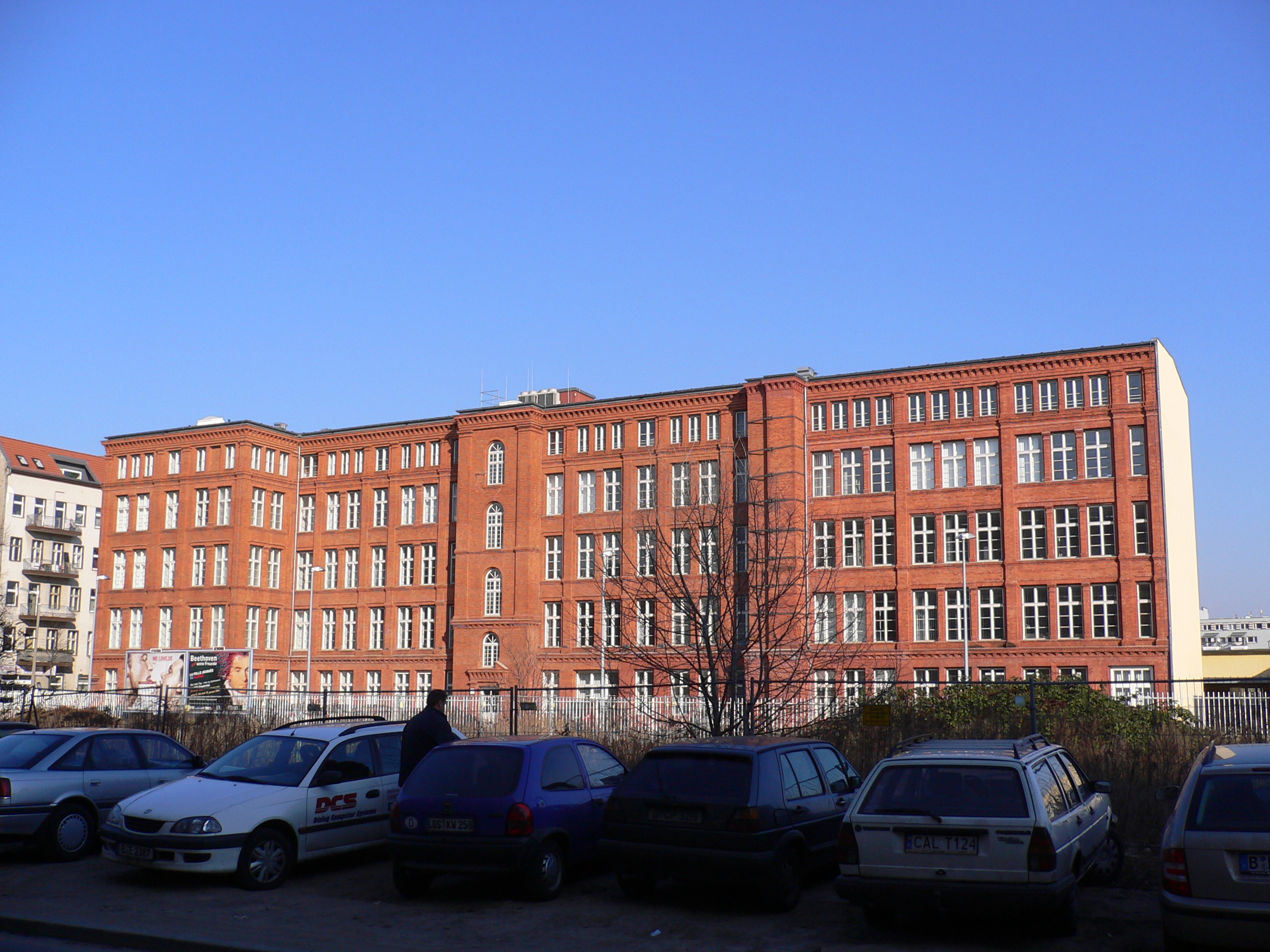
柏林Alt-Treptow的西门子分部
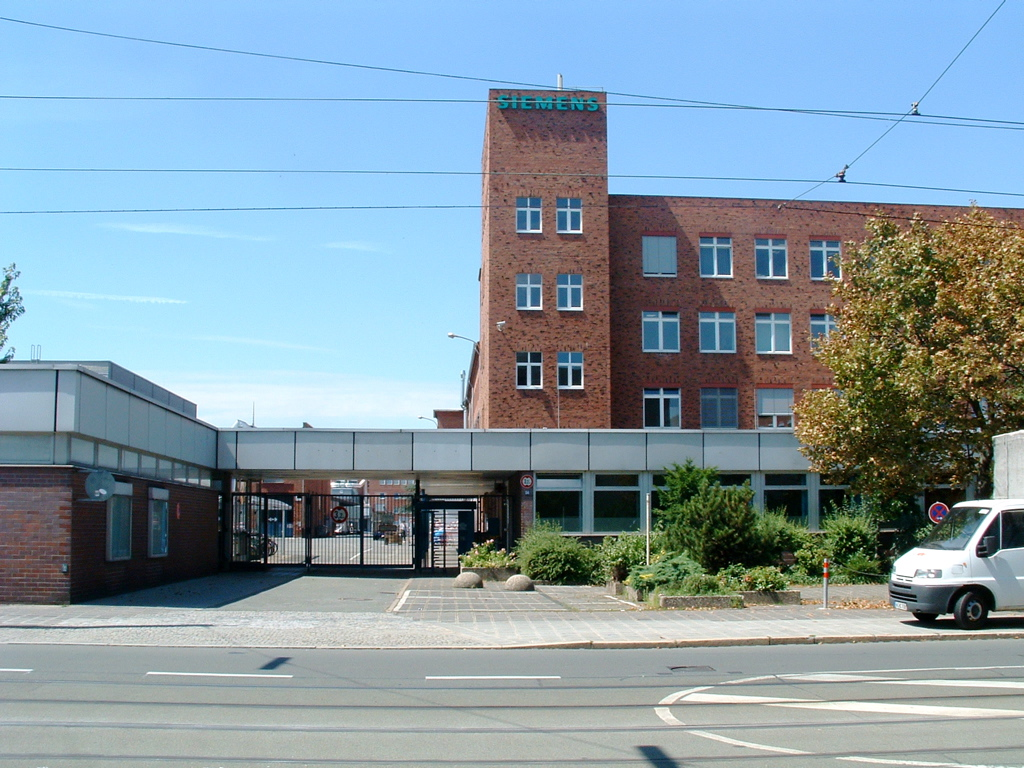
纽伦堡Vogelweiher大街的西门子分部
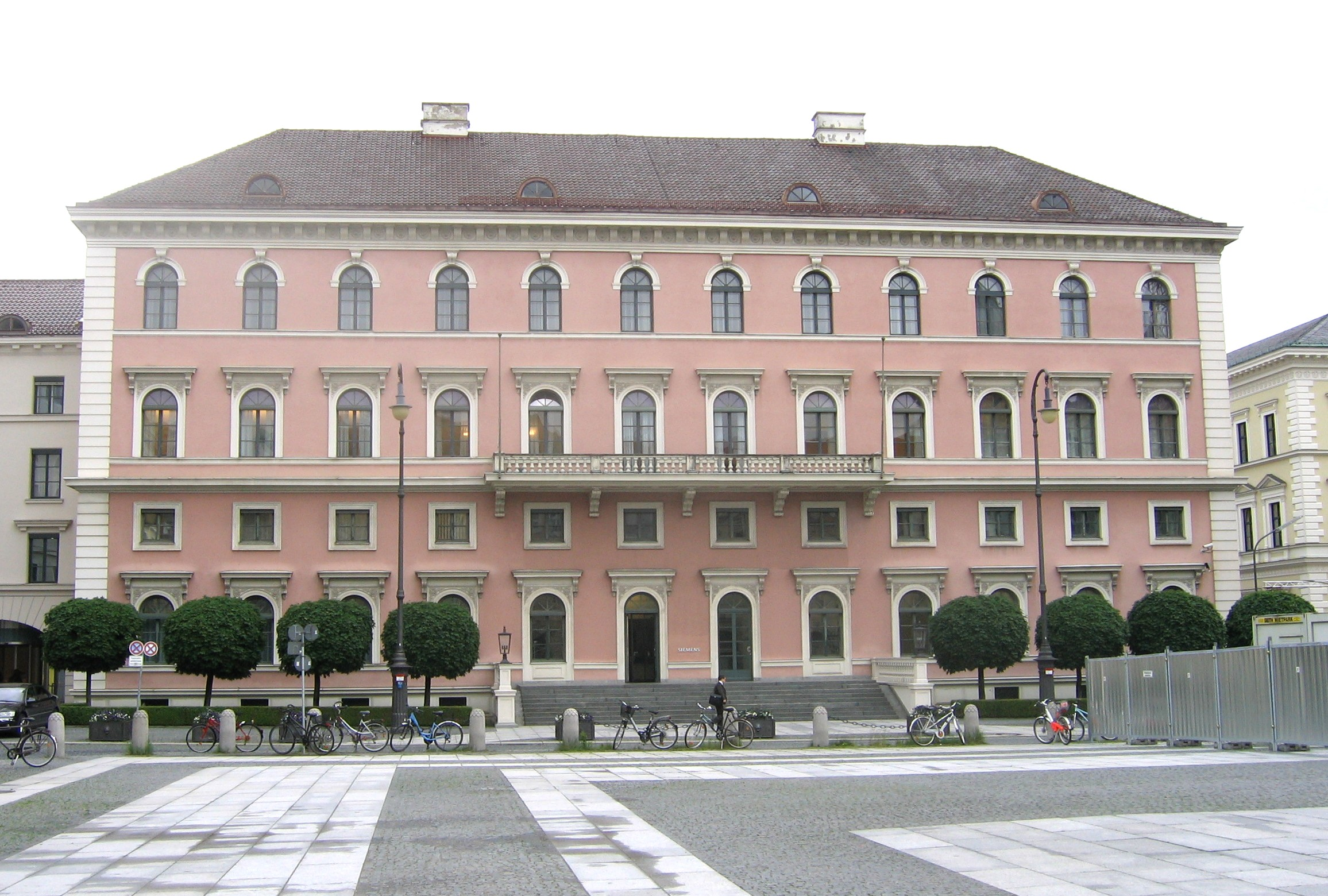
西門子公司總部
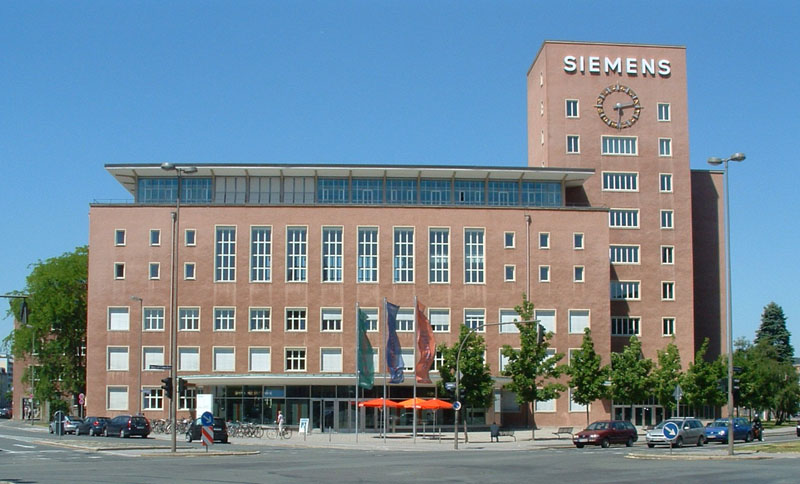
埃尔朗根西门子论坛 (Himbeerpalast)

自2014年10月起，公司被劃分為10個集团：
- 发电与天然气集团，下属业务单元：
  - 大型燃气与发电机、分布式发电、蒸汽轮机、压缩机、仪表控制与电气
- 风力发电与可再生能源集团
- 发电服务集团，下属业务单元：
  - 发电与天然气服务、分布式发电与压缩机服务
- 能源管理集团，下属业务单元：
  - 中低压设备与系统、中低压产品、变压器、高压产品、输电解决方案、能源自动化、智能电网解决方案及服务
- 楼宇科技集团，下属业务单元：
  - 控制产品与系统
- 交通集团，下属业务单元：
  - 交通管理、交钥匙项目及电气化、干线交通、城市交通、客户服务
- 数字化工厂技术集团，下属业务单元：
  - 工厂自动化、运动控制、控制电气产品、产品生命周期管理软件、运动控制M3专属事业、电动汽车动力总成、工厂自动化汽车业务拓展、工业客户服务
- 过程工业与驱动技术集团，下属业务单元：
  - 大型传动、过程自动化、石油天然气和船舶、机械传动、冶金技术
- 金融服务集团，下属业务单元：
  - 司库、商业融资、风险投资、项目及结构融资
- 医疗业务集团（独立运营），下属业务单元：
  - 影像和治疗、临床产品、诊断、客户解决方案

此外，还有跨领域业务：西门子全球共享服务中心和西门子房地资产管理部。

## 业务领域與產品
西門子公司提供種類非常廣泛的電子、電機產品與解決方案。近年來跨足的領域更是多元，大致可以分為：
- 西門子樓宇科技：建築物自動化、操作、安全、保全之設備與系統；低壓轉換器、電流保護與分送系統、智慧綠建築解決方案。
- 西門子驅動、工業自動化相關產品：輸送帶馬達、驅動氣；幫浦、壓縮處理器；煉鋼廠之重型電動馬達及驅動器；石油及天然氣管線壓縮機；機械零組件，如風力發電渦輪葉的齒輪；機械生產之自動化設備與系統；工業廠之原料與用水處理[9]。
- 西門子能源領域相關產品：天然氣、蒸氣渦輪；發電機；壓縮機；陸上、離岸風力發電；高壓電轉換；變壓器；高壓電變頻器與系統；直流電與交流電傳輸系統；中壓電零組件與系統；能源自動化。其中離岸風力發電的技術為全世界獨有[9]。
- 西門子醫療照護相關產品：診療IT系統；體外診療器材；成像設備，如血管攝影、電腦斷層掃描、螢光透視、核磁共振、乳房X光、核子醫學、超音波、及X光系統[9]。
- 西門子智慧運輸相關產品：長、短距離鐵路車械、火車頭、裝置及系統；鐵路電氣化設備、系統；鐵路連鎖、中控系統；火車自動化控制；道路交通設備與系統，包含交通偵測、導航訊息；機場物流系統與設備，如貨物追蹤及行李處理設備及系統；郵務自動化系統與設備，如信件與包裹整理系統[9]。
  - 有轨电车
  - 火车
  - 磁悬浮列车
  - 轨道交通车辆
  - Hicom Trading Evolution HTE
  - HiPath
- 信息與通信（西門子通信、西門子IT解決方案和服務）
- 照明（歐司朗）
- Siemens Mobile Phone 移动电话：2005年出售给明基电通

該公司還經營附屬公司融資（西門子財務服務）、房地產（西門子房地產）、家電（博西家用電器公司）、水處理技術（SWT）和商務服務業。

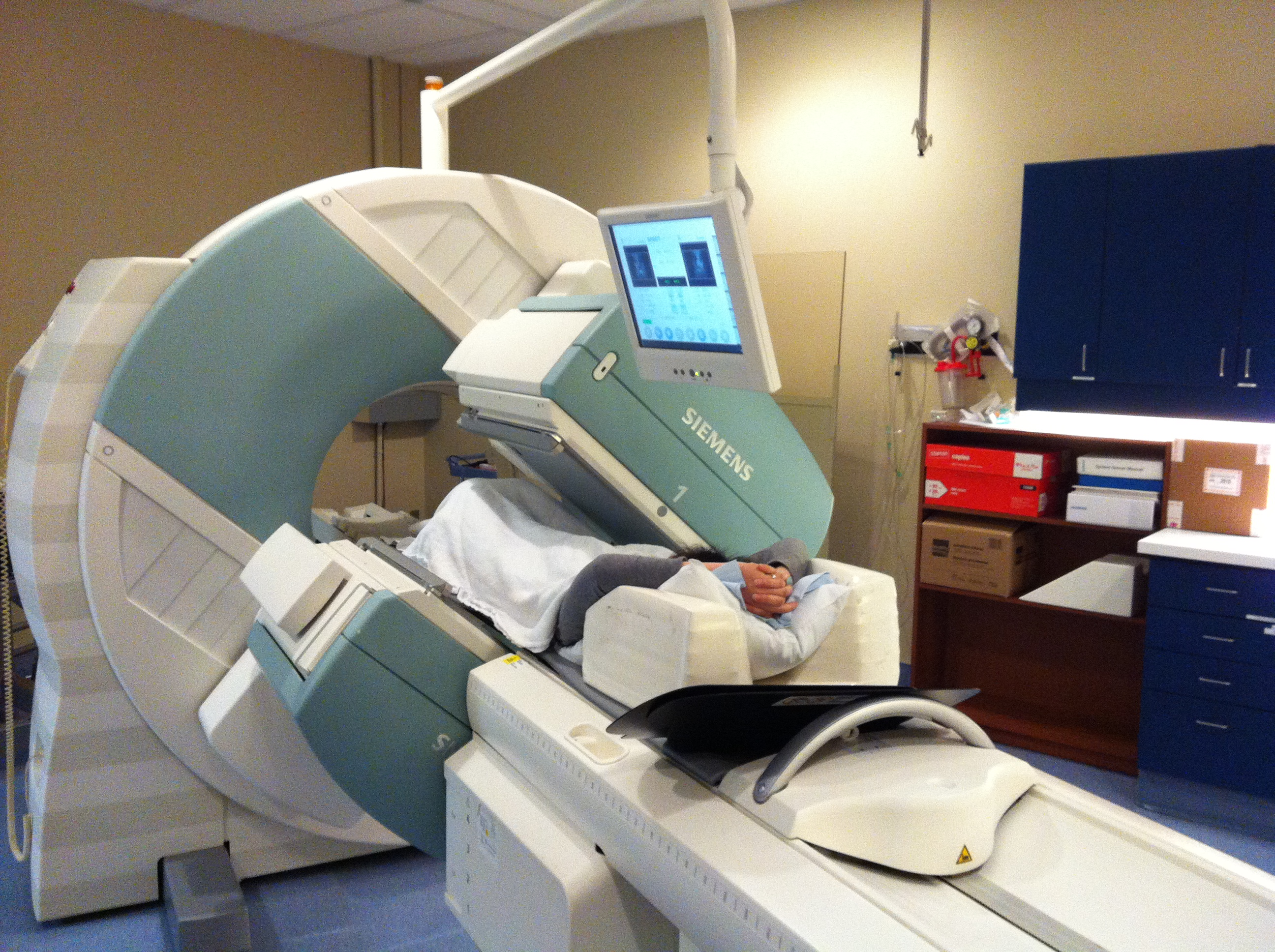
西門子SPECT/CT醫療用掃描器
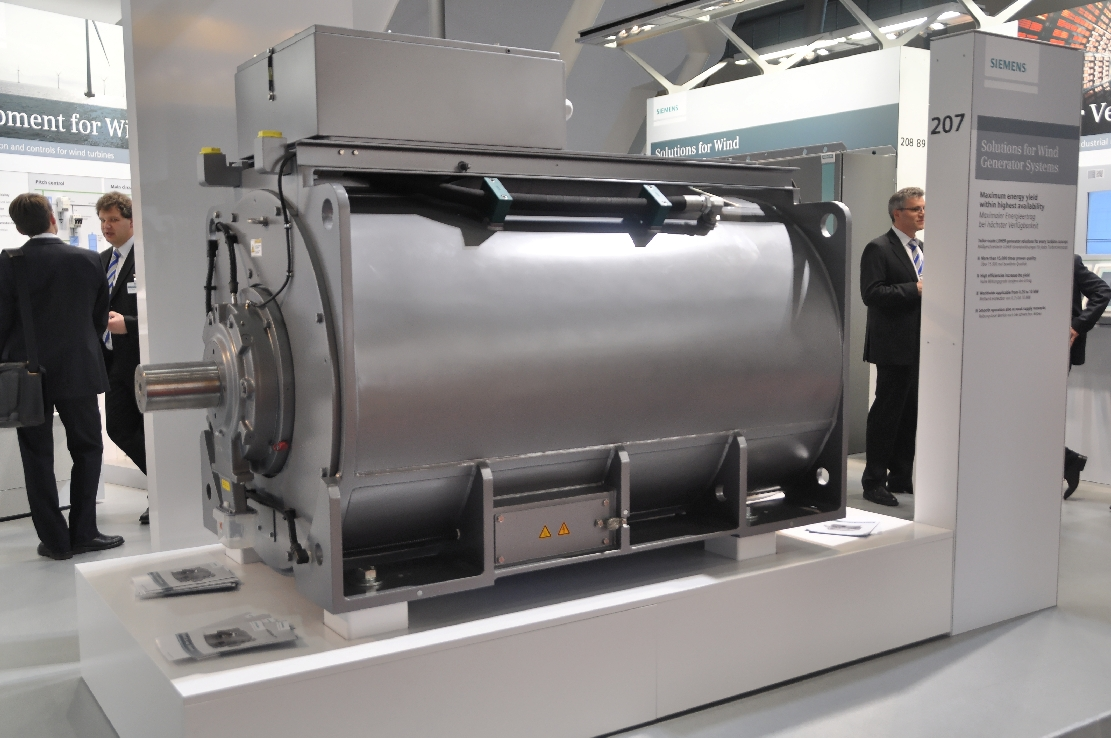
西門子風力發電機渦輪
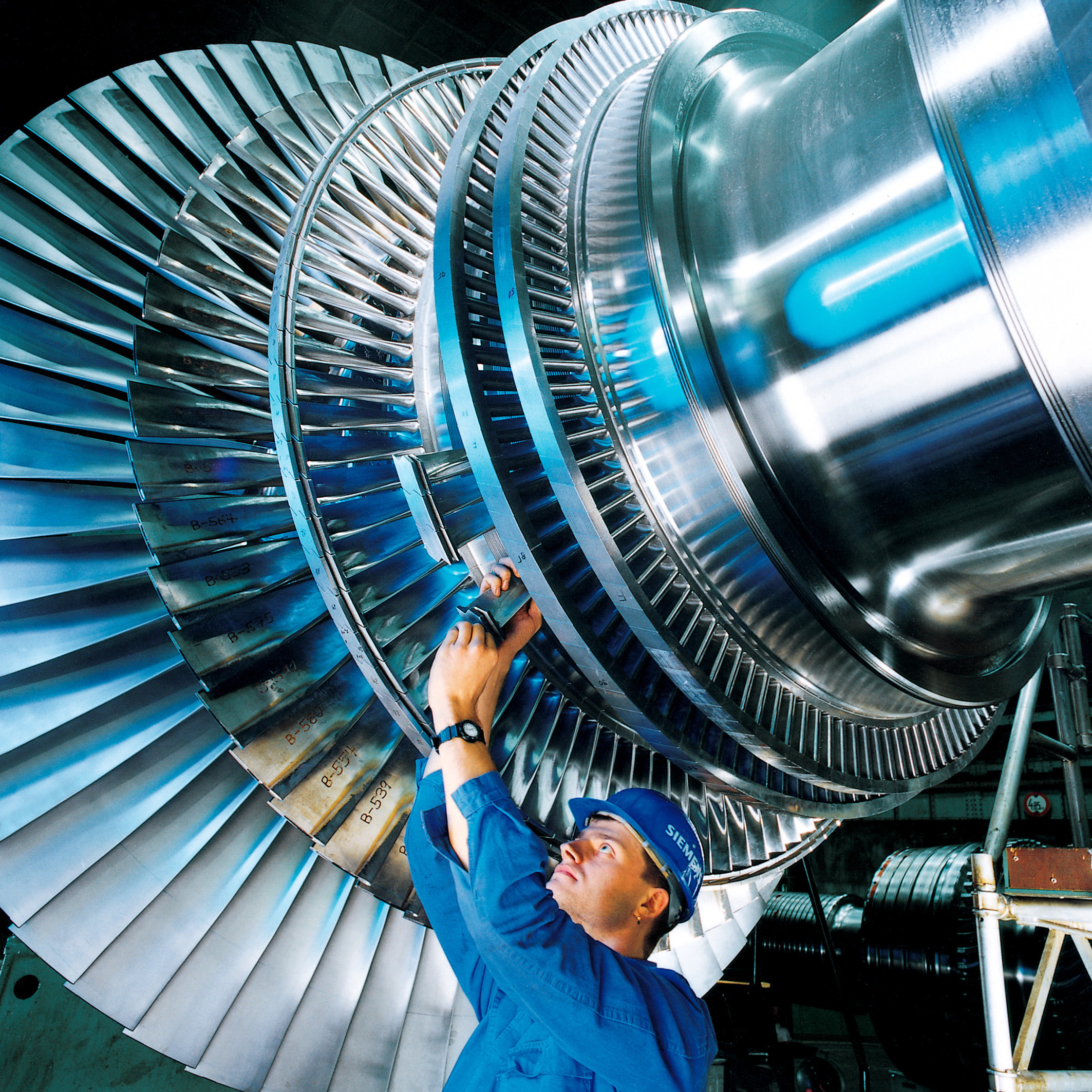
西門子蒸氣渦輪迴轉軸
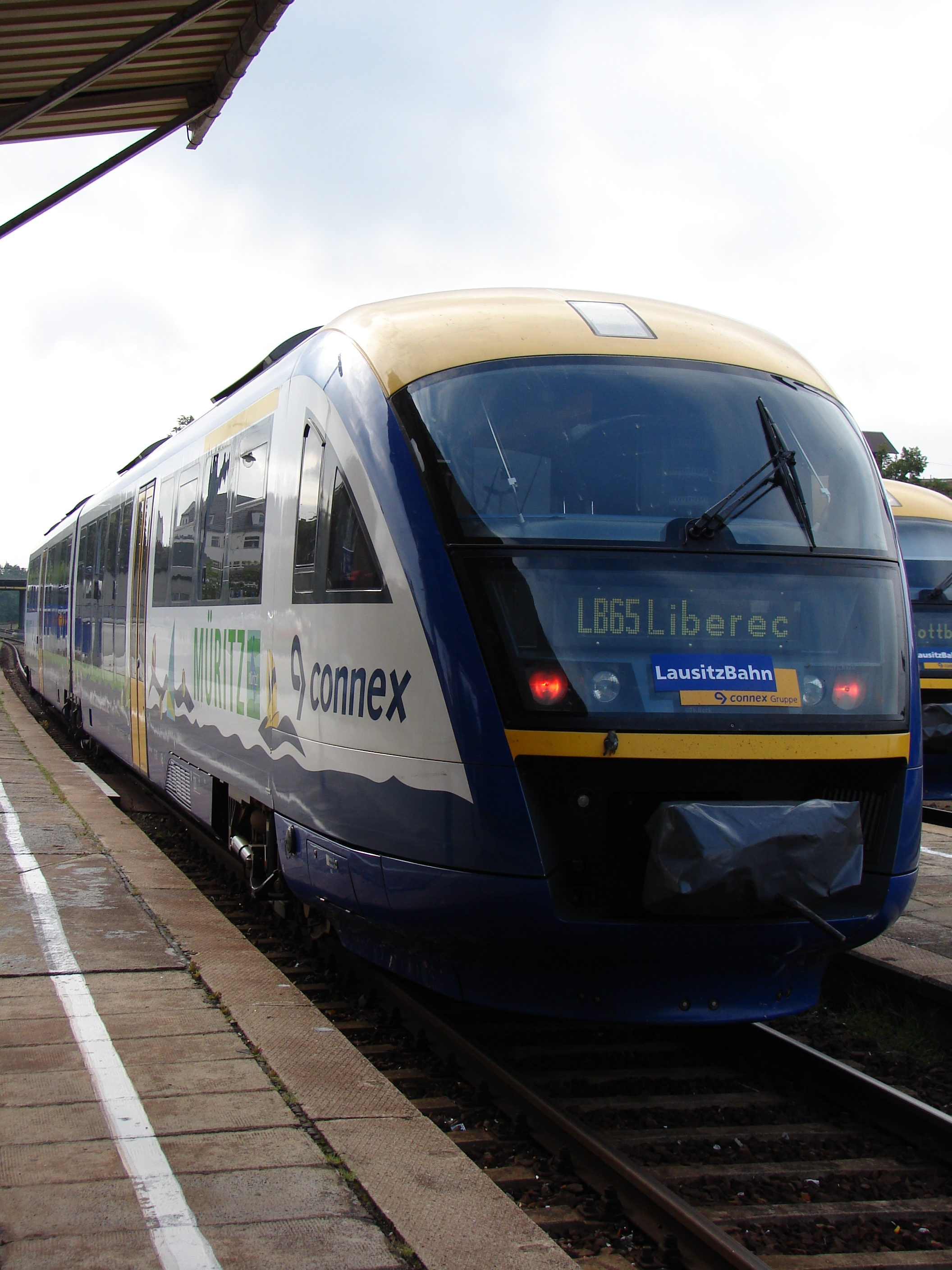
西門子火車
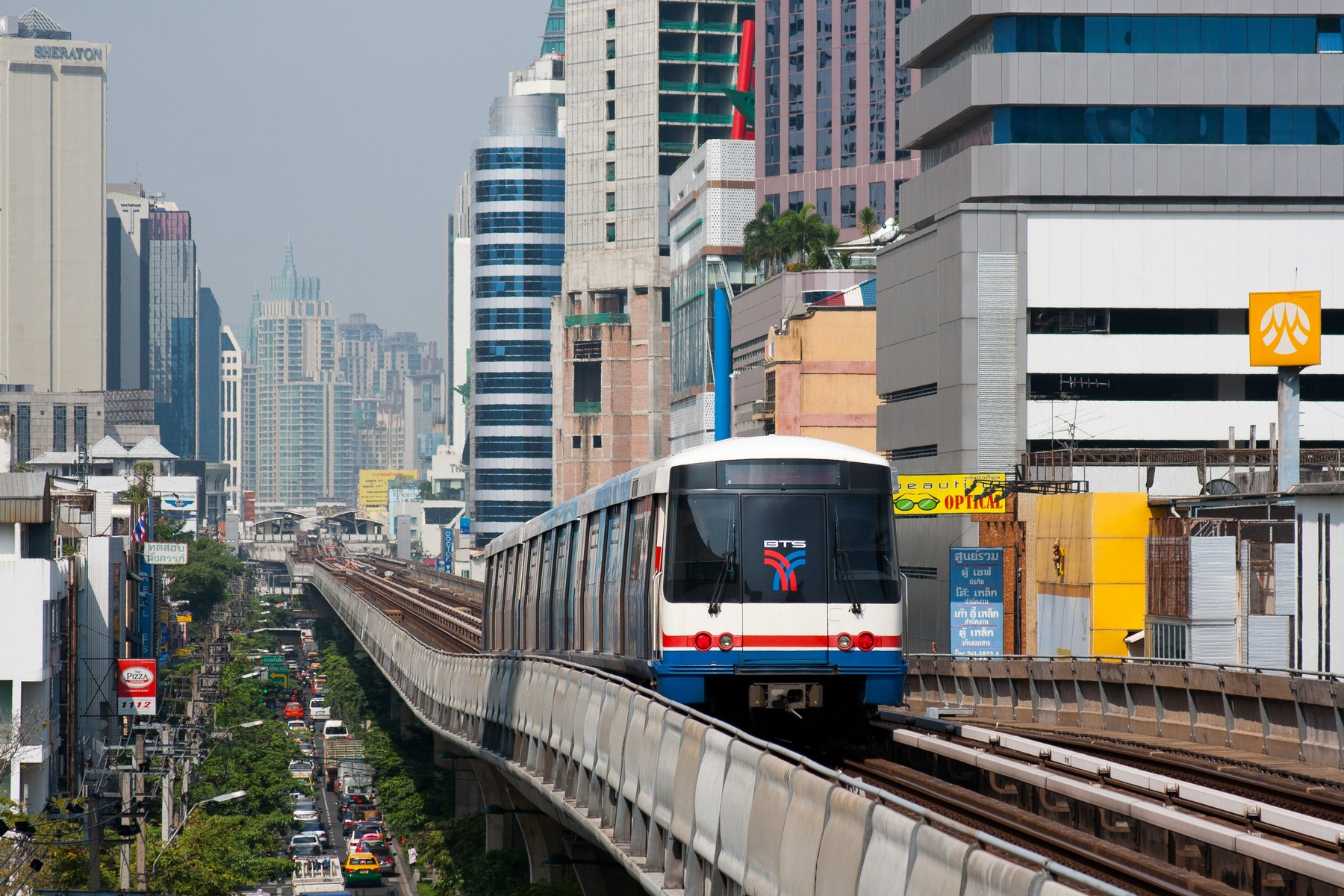
西門子於曼谷營運的捷運系統
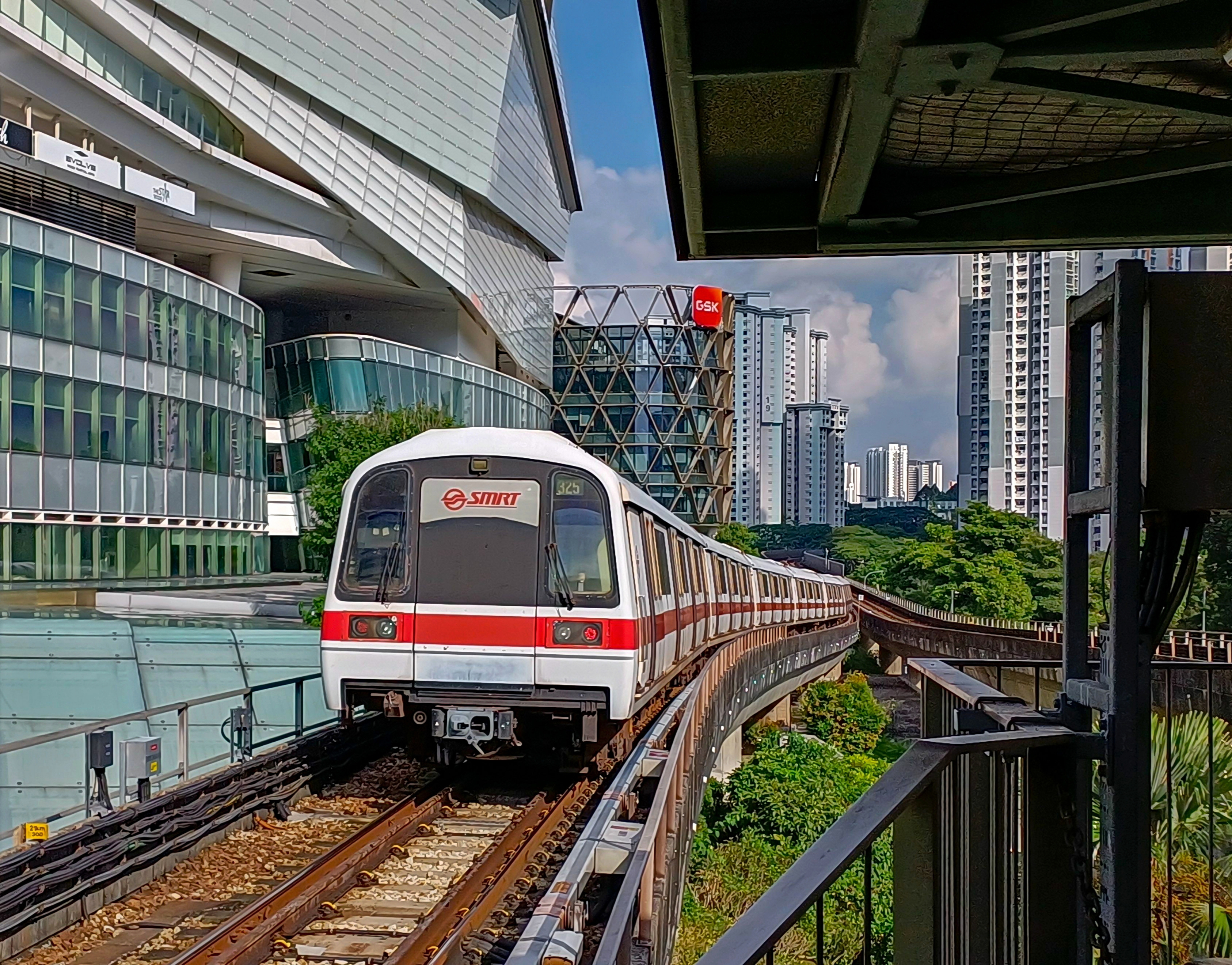
西門子C651列车, 新加坡地铁

## 西门子主要業務

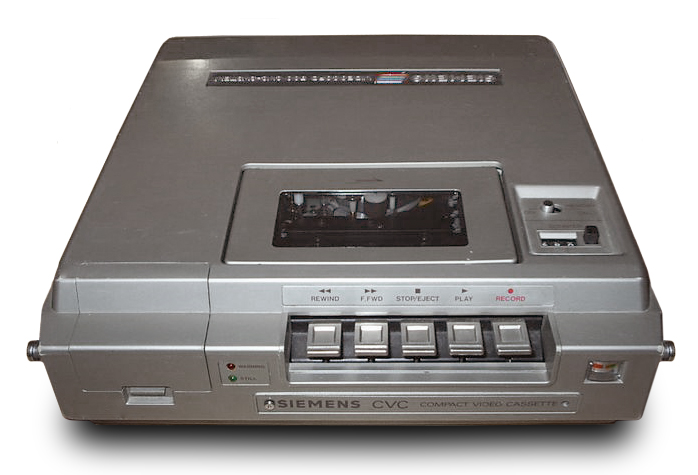
西门子早期CVC錄影機

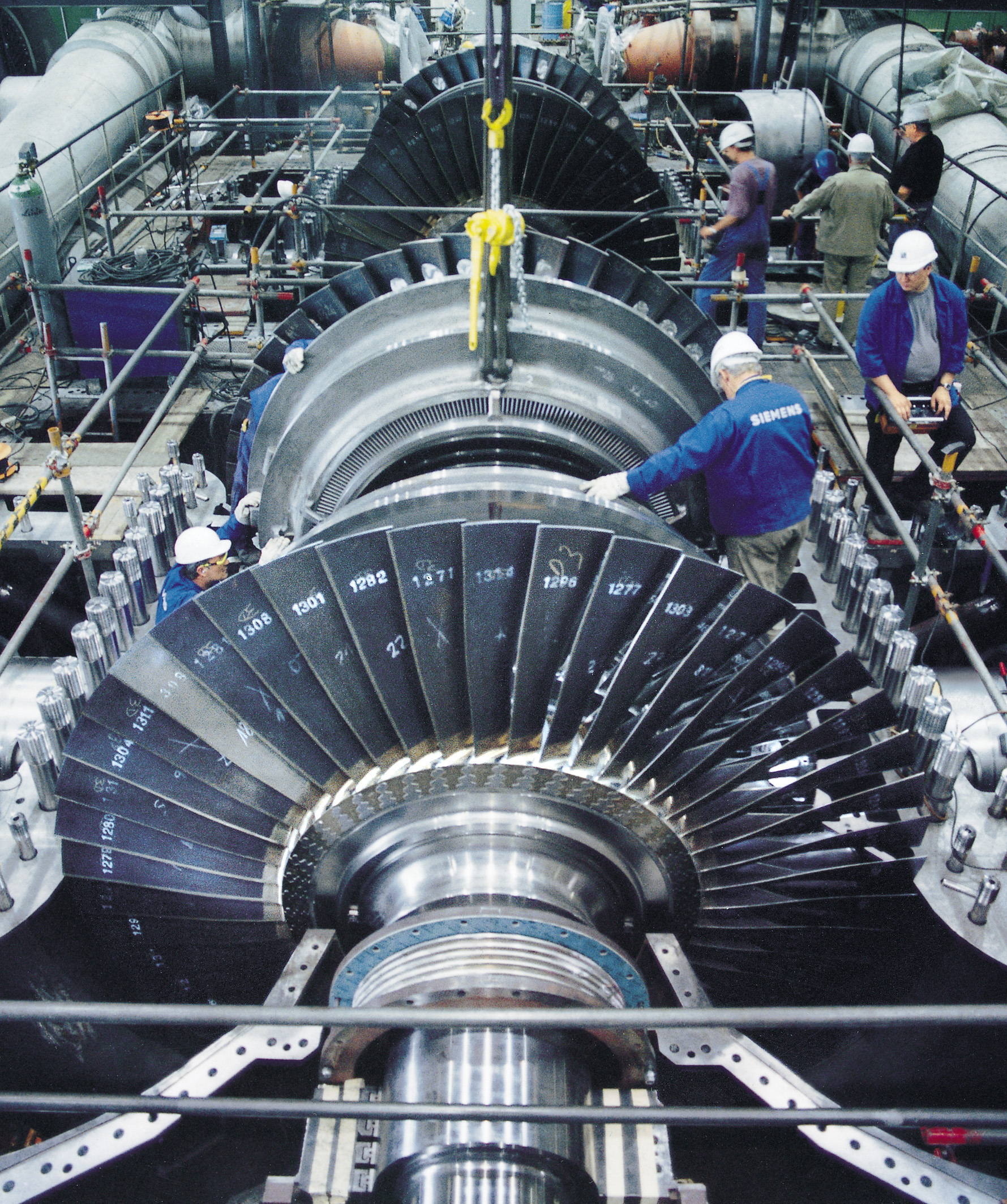
西门子渦輪發電機

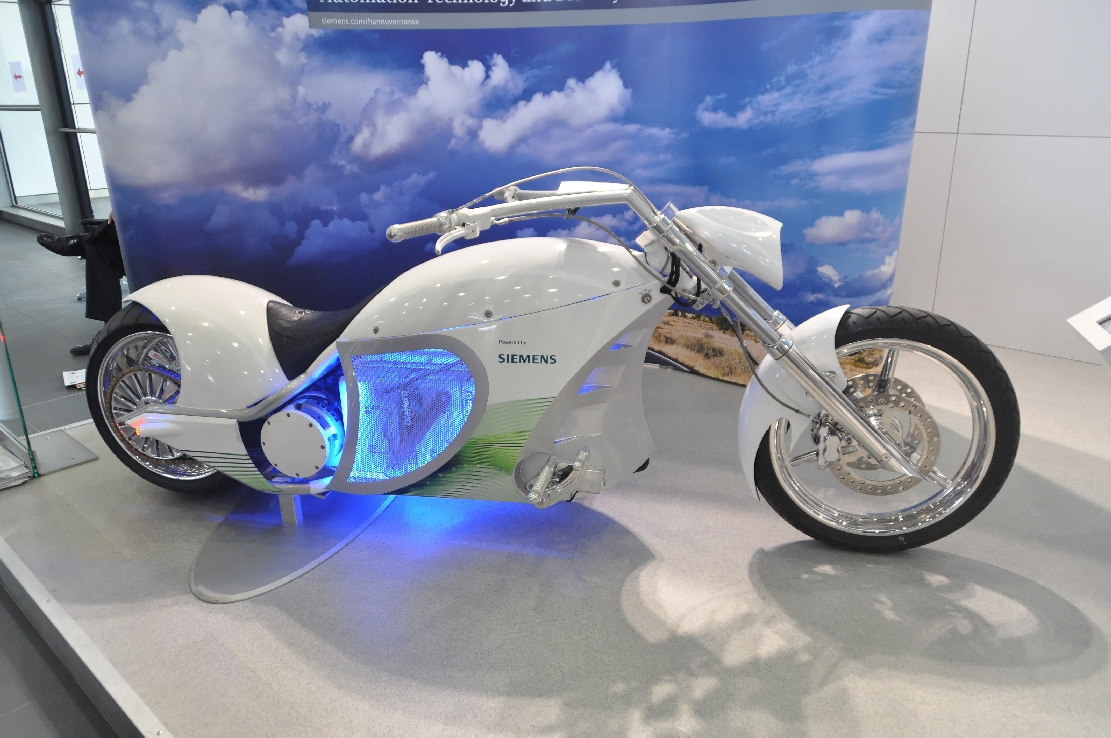
環保機車

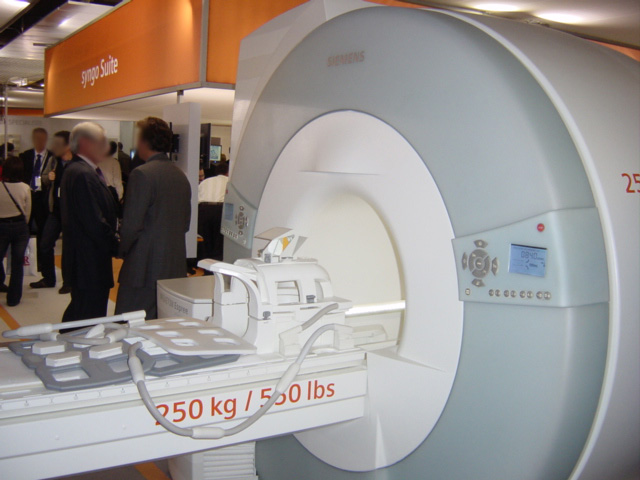
核磁共振掃描機

- 西門子醫療
- 西門子能源業務領域
- 西門子油氣與電力集團
- 西門子歌美颯
- 西门子智能基础设施集團
- 西門子電力自動化有限公司
- 西門子交通集團
- 西門子數字化工業集團
- 西門子金融服務集團
- 西門子房地產資產集團

## 西门子在亞太地区的公司
- 通信集团（COM，本部門大部分公司皆已經轉移至諾基亞西門子通信）（已出售）
  - 西门子数字程控通信系统有限公司（SBCS）
  - 西门子终端通讯设备（上海）有限公司（SHC）

- 工业自动化集团 Industry Automation（IA）与驱动技术集团 Drive Technologies（DT）以及新设的客户服务集团 Customer Services Division（CS）和冶金技术部 Business Unit Metals Technologies
  - 上海西门子线路保护系统有限公司（SCPS）
  - 苏州西门子电器有限公司（SEAL）
  - 西门子电气传动有限公司（SEDL）
  - 西门子工厂自动化工程有限公司（SFAE）
  - 上海西门子工业自动化有限公司（SIAS）
  - 西门子数控（南京）有限公司（SNC）
  - 镇江西门子母线有限公司（ZSB）
  - 西门子（上海）电气传动设备有限公司（SEDS）
  - 西门子电子装配系统有限公司（SEAS）
  - 西门子电机（中国）有限公司（SSML）

- 工业系统及技术服务集团（I&S）
  - 西门子制造工程中心有限公司（SMEC）
  - 西门子（天津）水技术工程有限公司（SWTE）
  - 奥钢联自动化（上海）有限公司（VAIAS）
  - 奥钢联制造（太仓）有限公司（VAIM）
  - 西门子物流与装配设备（苏州）有限公司（SLAE）

- 西门子楼宇科技股份公司（SBT）
  - 西门子楼宇科技（天津）有限公司（SBT-TJ）
  - 北京西门子西伯乐斯电子有限公司（BSCE）

- 发电集团（PG）
  - 西门子电站自动化有限公司（SPPA）
  - 上海西门子燃气轮机部件有限公司（SGTP）
  - 西门子工业透平机械（葫芦岛）有限公司（SITH）
  - 龙威发电技术服务有限公司（LongWei）
  - 上海新科电力工程有限公司（SAPPC）
  - 上海动力设备有限公司（SPEC）
  - 上海汽轮机有限公司（STC）
  - 上海汽轮发电机有限公司 (STGC)

- 输配电集团（PTD）
  - 西门子变压器有限公司（STCL）
  - 西门子（杭州）高压开关有限公司（SHVC）
  - 上海西门子高压开关有限公司（SHVS）
  - 上海西门子开关有限公司（SSLS）
  - 西门子中压开关技术（无锡）有限公司（SMVS）
  - 西门子电力自动化有限公司（SPA）
  - 西门子避雷器（无锡）有限公司（SSAL）
  - 传奇电气（沈阳）有限公司（THVS）
  - 深圳西门子中压开关有限公司（SMSS）
  - 西门子变压器（广州）有限公司（STGZ）
  - 西门子变压器（武汉）有限公司（STWH）
  - 维奥输配电广州有限公司（SWGGZI）
  - 维奥集团北京办事处（VATBE）
  - 抚顺传奇套管有限公司（TFBL）
  - 上海MWB互感器有限公司（MWBS）

- 交通技术集团（TS）
  - 西门子信号有限公司（SSCX）
  - 株洲西门子牵引设备有限公司（STEZ）
  - 南京赛彤铁路电气化有限公司（SREN）
  - 西门子轨道交通设备（天津）有限公司（SMRE-TJ）

- 医疗（Siemens Healthineers）
  - 西门子（深圳）磁共振有限公司（SSMR）
  - 上海西门子医疗器械有限公司（SSME）
  - 西门子爱克斯射线真空技术（无锡）有限公司（SXVT）
  - 西門子醫療設備股份有限公司(台灣)（SHL）

- 金融（SFS）
  - 西门子财务服务有限责任公司（SFSL）
  - 西门子财务租赁有限公司（SFLL）

- 照明（OSRAM）（已出售）
  - 广州中德电控有限公司（LCS（OGZ）
  - 欧司朗（中国）照明有限公司（OCN）
  - 欧司朗彩显特种光源（昆山）有限公司（OKDO）

- 西門子IT解決方案和服務集团（SIS）
  - 西门子软件与系统工程（南京）有限责任公司（SPSE）

- 西門子香港股份有限公司（SLHK）

- 西門子台灣股份有限公司（SLT）

## 西门子近期收购
- IndX Software（2004）
- Chrysler Group’s Huntsville Electronics Corporation（2004）
- USFilter Corporation（2004）
- Woodlands Technology（2004）
- Photo-Scan（2004）
- Alstom Industrial Turbine Business（2005）
- Jet Turbine Services（2005）
- Shaw Power（2005）
- Chantry Networks（2005）
- Myrio（2005）
- CTI Molecular Imaging（2005）
- Evoline（2005）
- VA Tech（2005）
- BONUS（2005）
- Photonic Bridge（2006）
- Mentor Graphics (2017)
- Mendix（2018）

## 管理层
- Josef Käser，CEO。
- Peter Löscher，前一任CEO，任職其間：2007年5月20日~2013年7月31日

## 相關連結
- 博世家用電器
- 富士通-西門子電腦公司
- 英飛凌
- 諾基亞西門子通信
- 臺灣吉悌電信
- 明基西門子